# Сан-П'єтро-ін-Черро
Сан-П'єтро-ін-Черро (італ. San Pietro in Cerro) — муніципалітет в Італії, у регіоні Емілія-Романья,  провінція П'яченца.
Сан-П'єтро-ін-Черро розташований на відстані близько 410 км на північний захід від Рима, 125 км на північний захід від Болоньї, 20 км на схід від П'яченци.
Населення — 912 осіб (2014).

## Демографія
Населення за роками:

Станом на 1 січня 2023 року в муніципалітеті офіційно проживали 53 іноземці з 16 країн, серед них 4 громадяни країн Євросоюзу та 1 громадянин України.

## Сусідні муніципалітети
- Каорсо
- Кортемаджоре
- Монтічеллі-д'Онджина
- Вілланова-сулл'Арда